# I cattivi pastori
I cattivi pastori (in francese,  Les Mauvais Bergers) è una tragedia in cinque atti
dello scrittore francese Octave Mirbeau, rappresentata sul palco scenico del Théâtre de la Renaissance il 15 dicembre del 1897, con Sarah Bernhardt e Lucien Guitry nelle due parti principali.

## Una tragedia proletaria
Mirbeau tratta un soggetto simile a quello di Germinal, d'Émile Zola: è la storia di uno sciopero operaio, schiacciato nel sangue. Ma, al finale, non rimane nessuna speranza. È il trionfo della morte: Jean Roule e Madeleine, i due capi dello sciopero, sono uccisi, e colla madre muore il bambino che avrebbe potuto rappresentare un futuro migliore.

## Traduzione italiana
- I Cattivi pastori, Milano, Libreria Editrice Sociale, 1911, 144 pagine. Traduzione di Luigi Fabbri. Prefazione di Victor Méric.

## Edizioni
- Octave Mirbeau, I cattivi pastori, Libreria Editrice Sociale.